# PlayStation 2
PlayStation 2 (PS2) — це домашня гральна консоль, розроблена та видана компанією Sony Computer Entertainment. Вийшла в Японії 4 березня 2000 року, в Північній Америці 26 жовтня 2000, а в Європі та Австралії 24 листопада 2000 року і є наступником оригінальної PlayStation. Консоль шостого покоління, вона конкурувала із Sega Dreamcast, Nintendo GameCube та Microsoft Xbox.
Анонсована у 1999 році, PS2 пропонувала зворотну сумісність для першого DualShock, а також ігор для PS1. PS2 — це найпродаваніша консоль усіх часів, з тиражем понад 155 мільйонів одиниць. Для PS2 було випущено понад 3800 ігор, продано понад 1,5 мільярда примірників. У 2004 році Sony випустила зменшену і легшу версію консолі, відому як Slim.
Навіть з випуском свого наступника PlayStation 3, PS2 залишалася популярною і в сьомому поколінні та продовжувала випускатися до 2013 року, коли Sony оголосила, що припиняє виробництво після дванадцяти років від запуску — одного з найдовших термінів випуску консолей. Незважаючи на анонс, нові ігри для консолі продовжували випускатися до кінця 2013 року, включаючи Final Fantasy XI: Seekers of Adoulin для Японії, FIFA 13 для Північної Америки та Pro Evolution Soccer 2014 для Європи. Послуги з ремонту консолі в Японії закінчилися 7 вересня 2018 року.

## Технічні характеристики
Консоль можна встановлювати як вертикально, так і горизонтально; для вертикального положення випускається спеціальна підставка. Приставка має 64-розрядний центральний процесор «Emotion Engine» (MIPS IV) з тактовою частотою 294,912 МГц, розроблений та вироблений компаніями Sony та Toshiba. Обсяг ОЗП складає 32 МБ RDRAM. Графічний процесор «Graphics Synthesizer» працює на частоті 147 МГц, половині частоти «Emotion Engine», та забезпечує зображення роздільністю від 320х240 до 1920х1080i. Має 4 МБ вбудованої DRAM відеопам'яті (додатково може використовувати 32 МБ основної пам'яті як відеопам'ять)
PlayStation 2 має два USB-порти та порт IEEE 1394, 2 роз'єми для геймпадів, 2 слоти карт пам'яті, комбінований аудіо/відеовихід, цифровий оптичний вихід. Жорсткий диск може бути встановлений у відсік розширення на задній панелі консолі.
У PlayStation 2 наявні два роз'єми для підключення геймпадів, для підключення додаткових слід докупляти спеціальний контролер. PS2 здатна працювати з геймпадами першої PlayStation.
PlayStation 2 запускає відеоігри на CD-ROM і DVD-ROM. Крім того, консоль може відтворювати аудіо CD та фільми на DVD, а також сумісна з першою PlayStation. PS2 підтримує карти пам'яті PlayStation і контролери, але при цьому карти пам'яті PS1 працюють тільки з іграми для PS1, а контролери підтримують не всі функції, передбачені в іграх для PS2.
Після установки мережевої карти деякі ігри для PlayStation 2 відкривається можливість багатокористувацької гри через інтернет в іграх, де це передбачено. Замість єдиного сервісу з системою оплати за передплатою, сервіси для багатокористувацьких ігор PlayStation 2 надаються видавцями.

## Історія
На момент виходу, Playstation 2 коштувала 39 800 єн у Японії, 299$ в Сполучених Штатах Америки та 299£ у Великій Британії.

## Ігри
Для PlayStation 2 вийшла 2501 гра, з них 19 стали бестселерами, яких було продано накладом понад 5 млн копій (в дужках вказана кількість проданих копій в мільйонах):
1. Grand Theft Auto: San Andreas (20.81)
2. Grand Theft Auto: Vice City (16.15)
3. Gran Turismo 3: A-Spec (14.98)
4. Grand Theft Auto III (13.10)
5. Gran Turismo 4 (11.66)
6. Final Fantasy X (8.05)
7. Need for Speed: Underground (7.20)
8. Need for Speed: Underground 2 (6.90)
9. Medal of Honor: Frontline (6.83)
10. Kingdom Hearts (6.40)
11. Metal Gear Solid 2: Sons of Liberty (6.05)
12. Tekken 5 (6.00)
13. Final Fantasy XII (5.95)
14. Crash Bandicoot: The Wrath of Cortex (5.42)
15. Final Fantasy X-2 (5.29)
16. Madden NFL 2004 (5.23)
17. Dragon Quest VIII (5.21)
18. Medal of Honor: Rising Sun (5.13)
19. Guitar Hero II (5.12)